# 달빛 자르기
《달빛 자르기》는 1985년 8월 4일에 MBC TV에서 방영되었던 베스트셀러극장이다.

## 출연
- 김주영
- 장운향
- 김기주
- 김영인
- 조경환
- 국정환
- 양택조
- 나한일
- 이순규
- 홍은성
- 박영지
- 송경철
- 장정국
- 전희룡
- 천호진
- 송영웅
- 윤철형
- 이승현
- 권일수
- 황충식
- 유창국
- 김병준